# Sudhindra Thirtha

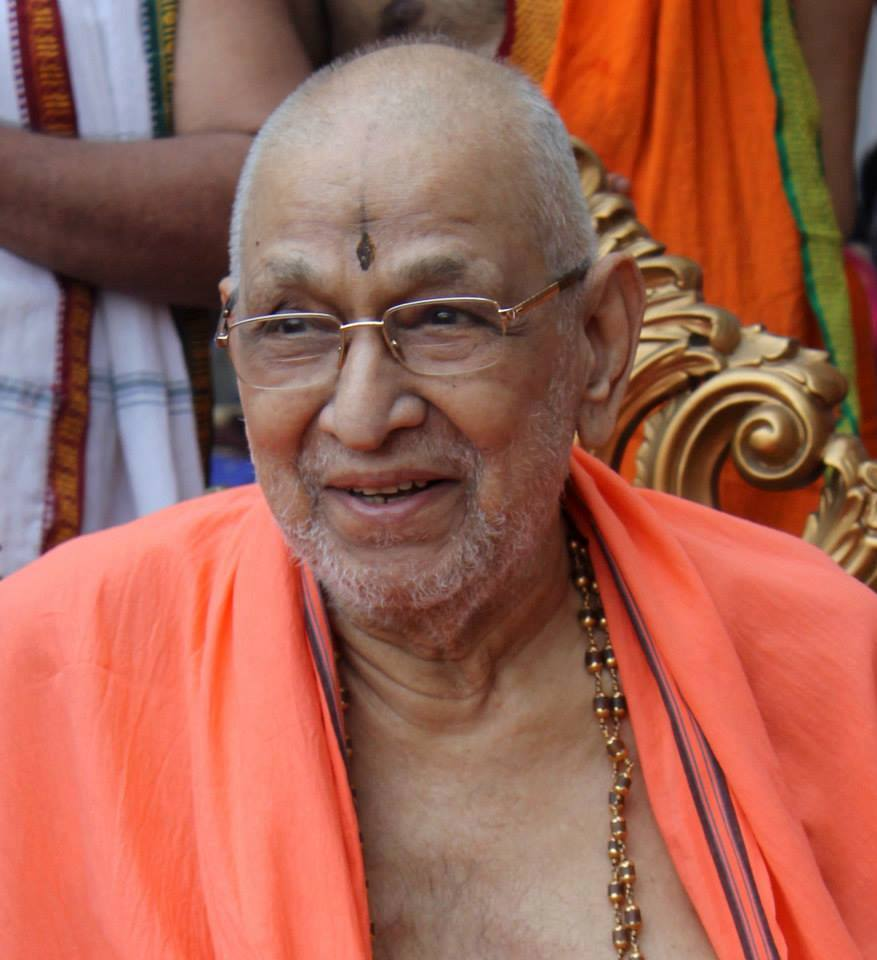
Thirtha en abril de 2014

Sudhindra Thirta (31 de marzo de 1926 - 17 de enero de 2016), también conocido como Shri Sudhindra Thirtha Swamiji, era un líder religioso hindú indio. Era la cabeza legal y espiritual (mathadipathi) de la Kashi Math y la vigésima persona sucesiva llamada el swamiji del guru parampara. Nació en Ernakulam, Kerala, India.
Thirtha murió en Haridwar, India, de un fallo renal el 17 de enero de 2016 a la edad de 89 años.